# José Lowie
José Lowie (Harelbeke, 1 maart 1898 - Assebroek, 24 november 1979) was een Belgisch rooms-katholiek priester in het bisdom Brugge, vooral bekend als promotor van de steun aan de katholieke missies.

## Levensloop
Hij was een zoon van de arts Désiré Lowie en van Ida Keppens. Hij trad binnen in het Brugse seminarie en werd in 1921 tot priester gewijd.
Hij doorliep het klerikale curriculum als volgt: 
- subregent en leraar in het Oostendse Onze-Lieve-Vrouwecollege (1921-1924);
- bestuurder van de lagere afdeling in het Poperingse Sint-Stanislascollege (1924-1930);
- onderpastoor in de Sint-Salvatorskathedraal (1930-1931);
- diocesaan proost van het vrouwelijk jeugdverbond voor katholieke actie (VJVKA), de vrouwelijke burgers- en studerende jeugd, VKBJ & VKSJ (1930-1952);
- geestelijk directeur van de Broeders van Liefde in Brugge en aalmoezenier van het Sint-Antoniusrustoord in de Katelijnestraat (1931-1976);
- diocesaan directeur van de pauselijke missiewerken (1931-1960);
- nationaal directeur van de pauselijke missiewerken (1960-1971);
- diocesaan adjunct-directeur van de pauselijke missiewerken (1968-1979).

Lowie werd in 1953 erekanunnik van de Brugse Sint-Salvatorskathedraal en in 1956 'archimandriet' van Galilea.
In het begin van zijn carrière werd Lowie ingezet voor het tot stand brengen van de nieuwste vorm van religieuze en maatschappelijke organisatie, de Katholieke Actie. Hij was vooral actief bij de organisatie en uitbreiding van deze activiteit voor studerende meisjes.
Hij was echter al heel vroeg geïnteresseerd in wat weldra zijn levenslange activiteit zou worden, namelijk het opwekken van belangstelling en steun bij de bevolking voor de katholieke missies en het organiseren van de morele en financiële steun voor de mannelijke en vrouwelijke missionarissen overal in de wereld.
Hij begon jong met het schrijven van verhalen en van een toneelstuk die aan missiethema's gewijd waren. Hij publiceerde die onder het pseudoniem Missionaris van Scheut. In de loop van de jaren organiseerde Lowie een uitgebreid netwerk van medewerkers, hoofdzakelijk in het Bisdom Brugge, die op allerhande manieren en met veelvuldige activiteiten de belangstelling voor de missies aanwakkerden. Hij bracht tevens een uitgebreid netwerk tot stand in het buitenland, waarbij hij persoonlijke relaties ontwikkelde met talrijke bisschoppen, kloosterorden, missiezusters en missionarissen. Nadat de ontwikkelingslanden een na een onafhankelijk werden, breidden zijn relaties zich uit naar de inlandse geestelijkheid, waarvan hij talrijke leden in hun studies financieel ondersteunde en nadien behulpzaam was, en ze gastvrij ontving en begeleidde bij hun bezoeken aan België.

## Archieven
- Persoonlijk archief José Lowie (1,5 strekkende meter), bewaard in Archief Groot Seminarie Brugge, Priesterarchieven van het Bisdom Brugge.
- KADOC, Leuven, Archief Kontinenten, Diocesaan Centrum voor Missie- en Ontwikkelingssamenwerking, onderdeel Fonds Kerken en religie (1950-1985).
- KADOC, Leuven, Archief Pauselijke Missiewerken van België. (1838-2011).
- KADOC, Leuven, Archief Vrouwelijke Katholieke Studerende Jeugd (VKSJ) - West-Vlaanderen (1927-1986).

## Publicaties
- Missieactie bij de schooljeugd, met een inleiding door Alberic Decoene, 1927.
- De bekeerde tovenares, 1929.
- Het offer van Siao, missietoneel, 1929.
- De blinde van Kiou-Kiang.
- De Chinese familie.
- De kabouters in Congo.
- De katholieke actie en de vrouwelijke katholieke burgers- en middenstandsjeugd, 1932.
- Vrouwelijke Katholieke Studeerende Jeugd, 1933.
- Wij groepleidsters, 1935.
- Vademecum voor de missieactie in parochie en school, 1947.
- (samen met H. Knudde) Handboek voor missieactie op de lagere school en voorbereidende afdeelingen van colleges en middelbare scholen, 1948.
- Missieijveraarsters, 1948.
- Parochiale missieactie, 1956